# شهرستان رینس (تگزاس)
شهرستان رینس، تگزاس (به انگلیسی: Rains County, Texas) یک سکونتگاه مسکونی در ایالات متحده آمریکا است که در تگزاس واقع شده‌است.

## خصوصیات
شهرستان رینس ۶۷۰٫۸۱ کیلومترمربع مساحت دارد.